# Araegeus mimicus
Araegeus mimicus is een spinnensoort in de taxonomische indeling van de springspinnen (Salticidae).
Het dier behoort tot het geslacht Araegeus. De wetenschappelijke naam van de soort werd voor het eerst geldig gepubliceerd in 1901 door Eugène Simon.